# Fate il vostro gioco (programma televisivo)
Fate il vostro gioco è stato un programma televisivo italiano condotto da Fabio Fazio e Elvire Audray, andato in onda su Rai 2 per una sola edizione, dall'11 novembre 1988 al 27 gennaio 1989, per dodici puntate il venerdì alle 20.30.
Ospiti fissi musicali del programma Antonio Maiello e Marcello Cirillo, in arte Antonio e Marcello.

## Il programma
Il varietà si poneva lo scopo di giocare sull'ironia, parodiando quanto stava andando in onda sulle reti commerciali concorrenti Fininvest, con gli interventi di Malandrino e Veronica. Nel cast del programma, oltre a Fazio e la Audray, vi erano anche Jinny Steffan e Memo Remigi. Presente anche un quiz con gli spettatori da casa, abbinato al Radiocorriere TV.
Si esibirono diversi comici come Rodolfo Laganà, Rocco Papaleo, Enzo Iacchetti, Lella Costa, Giobbe Covatta e, in una sola puntata, Daniele Luttazzi.